# Mount Barkow
Mount Barkow ist ein 1390 m (nach Angaben des UK Antarctic Place-Names Committee 1395 m) hoher Berg im Osten des Palmerlands auf der Antarktischen Halbinsel. Er ragt 32 km westlich des Court-Nunatak und des New Bedford Inlet auf und markiert das östliche Ende eines Gebirgskamms zwischen dem Haines- und dem Meinardus-Gletscher.
Entdeckt und aus der Luft fotografiert wurde er während der United States Antarctic Service Expedition (1939–1941) bei einem Überflug im Dezember 1940. Weitere Luftaufnahmen entstanden 1947 bei einem Überflug im Rahmen der Ronne Antarctic Research Expedition (1947–1948) unter der Leitung des US-amerikanischen Polarforschers Finn Ronne, der in Zusammenarbeit mit dem Falkland Islands Dependencies Survey (FIDS) zudem geodätische Vermessungen vornahm. Der FIDS benannte ihn nach dem deutschen Meteorologen Erich Barkow (1882–1923), Teilnehmer an der Zweiten Deutschen Antarktisexpedition (1911–1912) unter der Leitung Wilhelm Filchners.